# Nicéforo Cabasilas
Nicéforo Cabasilas (en griego: Νικηφόρος Καβάσιλας) fue un comandante militar bizantino.
Hacia 1024 ocupó el cargo de dux de Tesalónica. Junto con David de Ocrida, el estratego de Samos y de la flota del Thema Cibirreota, se enfrentó a una incursión de la Rus de Kiev en el mar Egeo. Después de abrirse paso a la fuerza más allá de las defensas bizantinas en los Dardanelos, los rus', unos 800 hombres, habían desembarcado en Lemnos, donde los comandantes bizantinos se enfrentaron a estos. Los bizantinos cayeron sobre los rus' sorprendiéndolos y aniquilándolos cuando fingieron querer negociar.